# .lr
.lr је највиши Интернет домен државних кодова (ccTLD) за Либерију.